# Сухі ліси Маракайбо
Сухі ліси Маракайбо (ідентифікатор WWF: NT0222) — неотропічний екорегіон тропічних та субтропічних сухих широколистяних лісів, розташований на заході Венесуели.

## Географія
Екорегіон сухих лісів Маракайбо оточує з півдня, заходу та сходу велике солонувате озеро Маракайбо, найбільше озеро Південної Америки, яке сполучається з Венесуельською затокою Карибського моря мілкою протокою. Більша частина екорегіону розташована у Маракайбській западині у венесуельському штаті Сулія; решта знаходиться на заході штатів Трухільйо, Фалькон і Лара.
Рельєф регіону представлений колювіо-алювіальними низовинами, що лежать на висоті від 0 до 500 м над рівнем моря. Із заходу западина Маракайбо оточена горами Серранія-дель-Періха, з півдня — горами Кордильєра-де-Мерида, а з північного сходу — горами Сьєрра-де-Барагуа. З навколишніх гір до озера Маракайбо через територію екорегіону стікає низка річок, зокрема Пальмар, Негро, Лора та Кататумбо, що стікають з Серранії-дель-Періха, Ескаланте, що стікає з Венесуельських Анд, а також Мотатан, Місоа та Пачанго, що стікають з гір на сході.
На північний захід від озера Маракайбо сухі ліси екорегіону переходять у склерофітні чагарники Гуахіри та Барранкільї, а на північний схід — у склерофітні чагарники Парагуани. В горах на заході сухі ліси переходять у гірські ліси Кордильєри-Орієнталь, а на півдні — у гірські ліси Венесуельських Анд. Сухі ліси Маракайбо оточують ізольовані ділянки вологих лісів Кататумбо, а у деяких районах на узбережжі озера Маракайбо вони переходять у венесуельські мангри.

## Клімат
На більшій частині екорегіону переважає саванний клімат (Aw за класифікацією кліматів Кеппена), який характеризується яскраво вираженими вологими та сухими сезонами. Річна температура коливається від 16 до 26 °C, а середньорічна кількість опадів не перевищує 1000 мм.

## Флора
Первинний рослинний покрив екорегіону був представлений сухими тропічними лісами, дерева в яких скидали листя під час сухого сезону. Однак за останнє століття вони були майже повністю вирубані, і від них залишилися лише невеликі ізольовані ділянки, розташовані на захід від озера Маракайбо. У цих залишках лісів переважають купчасті акації (Acacia glomerosa), марракайбські бульнезії (Bulnesia arborea), куманські буррерії (Bourreria cumanensis), венесуельські копайби (Copaifera venezuelana), пропеллерні дерева (Gyrocarpus americanus), колючі жакінії (Jacquinia pungens), голі мальпігії (Malpighia glabra), кущові церціпо (Myrospermum frutescens), жовті піптадентії (Piptadenia flava) та мексиканські органні кактуси (Stenocereus griseus). Решта природного рослинного покриву регіону представлена саванами, у яких переважають такі види рослин, як золотистий килимник (Axonopus aureus), північна боудіхія (Bowdichia virgilioides), густопучкова волосиста осока (Bulbostylis capillaris), галактія Жюссьє (Galactia jussiaeana), дерево нансе (Byrsonima crassifolia), дике кеш'ю (Curatella americana), льяноська пальма (Copernicia tectorum), духмяна ксилопія (Xylopia aromatica) та різні види спермакоцій (Spermacoce spp.). На покинутих сільськогосподарських угіддях вторинна рослинність представлена копаловими жакарандами (Jacaranda copaia), духмяними ксилопіями (Xylopia aromatica) та різними видами цекропій (Cecropia spp.).

## Фауна
Серед великих ссавців, які продовжують мешкати в саванах і залишках лісів екорегіону, слід відзначити венесуельського білохвостого оленя (Odocoileus virginianus gymnotis), американську мазаму (Mazama americana), амазонійську мазаму (Mazama nemorivaga), ошийникового пекарі (Dicotyles tajacu) та рудого ревуна (Alouatta seniculus), а серед менших ссавців — оцелота (Leopardus pardalis), ягуарунді (Herpailurus yagouaroundi), сіру лисицю (Urocyon cinereoargenteus), ракуна-крабоїда (Procyon cancrivorus), флоридського кролика (Sylvilagus floridanus), низинну паку (Cuniculus paca), центральноамериканського агуті (Dasyprocta punctata), рудохвосту вивірку (Sciurus granatensis), бразильського коенду (Coendou prehensilis), гуайрського щетинця (Proechimys guairae), венесуельську лазаючу мишу (Rhipidomys venezuelae), дев'ятипоясного броненосця (Dasypus novemcinctus) та північного тамандуа (Tamandua mexicana). Раніше в регіоні зустрічалися південноамериканські тапіри (Tapirus terrestris) та ягуари (Panthera onca), однак наразі вони тут вимерли. Майже ендемічними представниками екорегіону є сірорукі нічні мавпи (Aotus griseimembra), періханські капуцини (Cebus leucocephalus) та рудобокі голохвості опосуми (Monodelphis palliolata).
Серед поширених в екорегіоні птахів слід відзначити червононогого татаупу (Crypturellus erythropus), рудогузу чачалаку (Ortalis ruficauda), чубату перепелицю (Colinus cristatus), бразильську горличку-інку (Columbina squammata), рудого кукліло (Coccyzus lansbergi), рудого дрімлюгу (Antrostomus rufus), сіроволого ерміта (Phaethornis augusti), білобородого колібрі-сапфіра (Chlorestes cyanus), колібрі-рубіна (Chrysolampis mosquitus), колумбійську амазилію-берила (Saucerottia saucerottei), цакатла (Amazilia tzacatl), неотропічного яструба (Accipiter bicolor), великодзьобого канюка (Rupornis magnirostris), білохвостого канюка (Geranoaetus albicaudatus), аргентинську каракару (Caracara plancus), буру сову-лісовика (Strix virgata), плямистоволого аракарі (Pteroglossus torquatus), червоногузого дзьогана (Veniliornis kirkii), малого декола (Colaptes punctigula), малу гілу (Melanerpes rubricapillus), рудохвосту якамару (Galbula ruficauda), жовтолобого амазона (Amazona farinosa), буроплечого тіріку (Brotogeris jugularis), рудоволого аратингу (Eupsittula pertinax), гвіанського папугу-горобця (Forpus passerinus), північного сорокуша-малюка (Sakesphorus canadensis), строкатокрилу рестингу (Formicivora intermedia), строкатоголового дереволаза (Lepidocolaptes souleyetii), світлодзьобого кокоа (Dendroplex picus), блідого пію (Synallaxis albescens), гострохвостого манакіна-червононога (Chiroxiphia lanceolata), тропічного тирана (Tyrannus melancholicus), жовтоголового тирана (Tyrannulus elatus), північного тиранчика-короткодзьоба (Sublegatus arenarum), венесуельського копетона (Myiarchus venezuelensis), білочеревого тітіріджі (Hemitriccus margaritaceiventer), вохристоволу інезію (Inezia caudata), золотолобого віреончика (Pachysylvia aurantiifrons), чагарникового віреончика (Hylophilus flavipes), синьоброву паю (Cyanocorax affinis), білобрового різжака (Campylorhynchus griseus), голоокого дрозда (Turdus nudigenis), тринідадську гутураму (Euphonia trinitatis), золотоголового трупіала (Icterus auricapillus), цитринового трупіала (Icterus nigrogularis), золотокрилого тихоголоса (Arremon schlegeli), оливкового зернолуска (Saltator olivascens), блакитного цукриста (Dacnis cayana) та церебу (Coereba flaveola). 
Майже ендемічними представниками екорегіону є колумбійські серпокрильці-крихітки (Tachornis furcata), зелені колібрі-лісовички (Chrysuronia goudoti), колумбійські колібрі-смарагди (Chlorostilbon gibsoni), рудогорлі лінивки-жовтооки (Hypnelus ruficollis), каштанові добаші (Picumnus cinnamomeus), карибські горнеро (Furnarius longirostris) та білощокі тамаруго (Conirostrum leucogenys).

## Збереження
Через високу густоту населення та інтенсивне землекористування більша частина природного рослинного покриву екорегіону була знищена. Території, що лежать на південний схід та південний захід від озера Маракайбо, особливо постраждали від надмірного випасу худоби. Маракайбська западина є головним нафтовим регіоном Венесуели, а група нафтових родовищ Болівар, розташована в регіоні, є найбільшою у Південній Америці. Основними загрозами для збереження природи регіону є розвиток сільського господарства та нафтової промисловості, а також забруднення річок внаслідок промислової та сільськогосподарської діяльності.
Оцінка 2017 року показала, що 9707 км², або 32 % екорегіону, є заповідними територіями. Природоохоронні території включають Національний парк Сьєнагас-дель-Кататумбо.